# Берг (станция метро)
Наземная станция на линии 6 метрополитена Осло. Станция (остановка) была построена еще в составе сети трамвайных линий Осло и открыта 10 октября 1934 года. Станция расположена в районе Осло Нурдре Акер (Nordre Aker).
В окрестностях станции, в основном, находится жилая застройка, причем среди неё достаточно много домов, выполненных в стиле шале и функционализма. Приблизительно в 100 метрах от станции находится гимназия Берг.
Время проезда от станции «Берг» до станции «Стортинг» составляет 11 минут.

## История
Станция была открыта 10 октября 1934 года в качестве остановки на трамвайной линии между станциями (остановками) «Majorstuen» (в центре города) и «Sognsvann» на севере.
Часть линии между станциями «Majorstuen» и «Korsvoll» (ныне «Østhorn») изначально была двухпутной, а от станции «Korsvoll» до «Sognsvann» — однопутной. 21 февраля 1939 года этот участок был улучшен до двухпутного, а станция «Korsvoll» переименована в «Østhorn».
В 1980-х годах все станции линии 6 были перестроены: их платформы были увеличены как в длину — для возможности приёма четырёхвагонных составов вместо ранее использовавшихся двухвагонных, так и в высоту, а на данной станции платформы были не только увеличены, но и заменены на бетонные. Кроме того, по заднему краю платформы были установлены стальные столбы, а на каждой из платформ — по деревянному навесу. Между колеями путей был проложен контактный рельс, появление которого сделало невозможным пешее пересечение путей, и потому под станцией «Берг» был построен подземный переход.
Изначально пути станции были предназначены для легкорельсового транспорта, но в 1990-х годах пути станции были перепрофилированы для возможности принятия поездов метрополитена.
В 1991—1996 годах были представлены планы по созданию «кольца» метро, которое дало бы возможность жителям любой части города добираться до недавно построенной больницы Университета Осло. По поводу этих планов в местной газете «Aftenposten» состоялись дебаты о том, как эта линия должна проходить, и по первичному плану данная станция должна была размещаться на «кольце», но этот план был отклонён местными жителями, которые испугались возможного увеличения шума и вытаптывания газонов и лужаек. Хотя станция так и не была размещена на «кольцевой линии» метро, тем не менее вдоль всей линии 6 были установлены шумозащитные экраны.

## Происшествия
Со станцией связано несколько несчастных случаев и инцидентов: в 1965 году на перегоне между станциями «Берг» и «Уллевол стадион» поезд сбил переходившего пути человека (пострадавший не выжил); в 2002 году прибывавший на станцию поезд переехал молодого человека 24 лет, но тот отделался лишь небольшими повреждениями; в 2008 году полиция вывела со станции и отправила домой на такси пьяного молодого человека 21 года, который ползал по путям между платформами станции.